# Viola Kramer
Viola Kramer (* 26. November 1960 in Jülich) ist eine deutsche Komponistin, Pianistin und Klavierpädagogin. Als Komponistin wurde sie bekannt durch ihre elektroakustische Kammermusik, Computermusik, Zeitgenössische Vokalmusik, improvisierte Musik und Bühnenmusik.

## Leben und Werk
Kramer studierte 1977 bis 1984, anfangs als Jungstudentin, an der Hochschule für Musik und Tanz Köln/Abteilung Aachen und absolvierte dort anschließend ihr Klavierexamen bei Ulla Graf. Es folgten Studien bei dem Komponisten Jörg Baur, bei Klaus Runze, Peter Heilbut, Vinko Globokar, Franzpeter Goebels, Ditta Pásztory-Bartók, Vitaly Margulis, Fred Frith und Anderen.
Seit 1984 ist Kramer als freischaffende Musikerin in Aachen tätig. Mit ihren Kolleginnen Regina Pastuszyk und Gitta Schäfer gründete sie das „Double X Project“. Die 1985 aufgenommene LP This Is The Day The Sky Falls Through The Glass Wall.... (EfA 08-131023) führte zu vielen internationalen Einladung des „Double-X-Projects“, u. a. ein Live-Mitschnitt des HR auf der Frankfurter Musikmesse, beim Aachener Geöffnete-Ohren-Festival, Festival international des musiciennes innovatrices Montreal, USA uvm. Weitere Tonträger folgten. 1993 löste sich die Gruppe auf, nachdem zuvor schon Pastuszyk ausgeschieden war.
Die musikalische Zusammenarbeit mit Norbert Stein, Amy Denio, Jeffrey Morgan, Albrecht Maurer, Anna Homler, Frank Köllges, Philippe Blanchard (Lieutenant Caramel) uvm ist umfänglich auf Tonträgern dokumentiert.
Ab 1992 wird Kramer als Komponistin für Bühnenmusik an verschiedenen Häusern in Deutschland und Österreich beauftragt. Sie arbeitete mit Amélie Niermeyer, Hans-Ulrich Becker, Matthias Brenner, Susanne Schmelcher u. a. zusammen.
Kramers ELEKTRA des Sophokles unter der Regie von Hans-Ulrich Becker und der Dramaturgie von Sonja Winkel wurde 2012/2013 ein Saisonhöhepunkt im Heidelberger Stadttheater. Dies fand Resonanz in den Kritiken von Stefan Benz (Darmstädter Echo), Volker Oesterreich (Rhein-Neckar-Zeitung) und Rainer Köhl (Badische Neueste Nachrichten). Auszeichnungen gab es für Theaterarbeiten mit Susanne Schmelcher für Anna Karenina in Innsbruck (2015 Wiener Nestroy) und Madonnas letzter Traum in Köln (2021 Kurt Hackenberg Preis). Auftragskompositionen für Ensembles-Kompositionen erteilten die Gesellschaft für Zeitgenössische Musik Aachen (GZM) für das Neue Musikensemble Aachen (The Bluhs Planet, Tradition 0911); Art Ensemble NRW (Java Toccata); GEDOK Köln (u. a. Dirigat der Stille, Chorwerk).

Die Presse schrieb zur Uraufführung der Auftragskomposition The Bluhs Planet der Gesellschaft für Zeitgenössische Musik Aachen für das „IN FRONT FESTIVAL“ 2020, realisiert durch das Neue Musik Ensemble Aachen: 

„Viola Kramers Blue(s) Planet bildet als Gesamtkunstwerk mit Rhythmik, Wort und Geräuschen einen eleganten poetischen Einstieg in den Abend, bei dem Catharina Marquet vertonte Texte von Gegenwartspoeten intoniert. Was mit einem Atmen beginnt, einem Urgefühl von Höhlen und fernen Ritualen, entwickelt sich über feinstoffliches Tropfen zum verzweifelten Schrei. Die Instrumente treten in Dialoge ein, Erinnerungen an Musik der Romantik, der Klassik bis hin zum volksnahen Klezmer klingen an, es wird kammermusikalisch und wieder ganz, ganz leise.“

Zusammen mit Britta Schinzel, die u. a. zur und in der Künstlichen Intelligenz geforscht hat, entstand 2015 das Libretto zu dem Werk ADA-OPER, ein musikalisches Denkmal für die Pionierin in der Forschung im Bereich der KI und der Programmierung Gräfin Ada Lovelace. Mit verschiedenen Stipendien (GEMA-Stipendium 2021/22; Neustart Kultur des Deutschen Musikrates) konnten Instrumentalisten und Vokalisten verpflichtet werden, um erste Skizzen umzusetzen. Die Ergebnisse sind digital dokumentiert und öffentlich zugänglich.
Mit der Gruppe Adam Noidlt Missiles um Frank Köllges verbindet Kramer seit 1999 eine enge künstlerische Verbindung. Nach dem Tod Köllges wurde die Gruppe als Kollektiv weiter geführt. Die Forschungen dauern an. Kramers Komposition Missiles im Ludwig Forum für Internationale Kunst war anlässlich des dreitägigen Festivals SCHNP – 100 Jahre DADA am 29. Oktober 2016 zu hören.

## Preise und Auszeichnungen
- 2023: 1. Preis in der Kategorie Jugendchor des Komponistinnenwettbewerbs Females Featured 2023[7] für Mutter Erde, Uraufführung bei der Bundesgartenschau in Mannheim 2023, verlegt im Carus-Verlag[8]
- 2021: Kurt Hackenberg Preis der Volksbühne Köln für die Produktion Madonnas letzter Traum am Theater im Bauturm, Köln; Regie: Susanne Schmelcher Premiere 17. September 2021[9]
- 2015: Wiener Nestroy-Theaterpreis für Anna Karenina (nach Armin Petras), Tiroler Landestheater Innsbruck[10] Regie: Susanne Schmelcher, Musik Viola Kramer, Premiere: 7. März 2015[11]
- 1989: Anerkennung beim Prix Ars Electronica, Linz, Österreich für Raindogs Awaikin für VS-Synthesizer und Oboe[12]

## Kompositionen

### Theatermusik
- 2024: Don Quijote, Chawwerusch-Theater
- 2024: Gott wartet an der Haltestelle, Theater Heilbronn
- 2023: HOME theatreBLAU.eu
- 2021: War on Water theatreBLAU
- 2021: Madonnas Letzter Traum, Theater im Bauturm, Köln; Regie Susanne Schmelcher
- 2015: Anna Karenina, Tiroler Landestheater Innsbruck; Regie: Susanne Schmelcher
- 2017: Traumflieger, Musiktheater für und mit Kindern, nach einer Idee von Heinz Bielefeldt, Theater Aachen-Brand, für die Bühne bearbeitet von Walburga Haberkern-Wosnitza; Regie: Wilma Gier
- 2016: Der Sturm (Shakespeare), Tiroler Landestheater Innsbruck, Regie: Susanne Schmelcher
- 2015: Anna Karenina (nach Leo Tolstoi), Tiroler Landestheater Innsbruck, Regie: Susanne Schmelcher – Wiener Nestroy-Preis 2015
- 2013: Emilia Galotti von Lessing, Theater und Orchester Heidelberg, Regie: Hans-Ulrich Becker
- 2012: Elektra von Sophokles, Theater und Orchester Heidelberg, Regie: Hans-Ulrich Becker
- 2009: Andromache von Jean Racin, Residenztheater München, Regie: Hans-Ulrich Becker
- 2001: Fahrenheit 451 von Ray Bradbury. Staatstheater Stuttgart, Regie: Hans-Ulrich Becker
- 2000: Familiengeschichten. Belgrad von Biljana Srbljanovic, Staatstheater Stuttgart, Regie: Hans-Ulrich Becker
- 1999: Woyzeck von Büchner, Schauspiel Frankfurt, Regie: P. Eschberg
- 1998: Woyzeck von Büchner, Staatstheater Stuttgart, Regie: Hans-Ulrich Becker
- 1997: Medea nach Euripides, Komposition für sieben Frauenstimmen; Staatstheater Stuttgart, Regie: Hans-Ulrich Becker;
- 1997: Die Troerinnen nach Euripides, Schauspiel Frankfurt, Regie: Peter Eschberg; Einstudierung des Unisono-Sprech-Chores
- 1996: Was ihr wollt, Shakespeare, Schauspiel Frankfurt, Regie: Amélie Niermeyer;
- 1993: Iphigenie nach Euripides, Nationaltheater Mannheim, Regie: Hans-Ulrich Becker; Musik für 7 Frauenstimmen
- 1992: Scherz, Satire, Ironie und tiefere Bedeutung, von Chr. Grabbe, Stadttheater Aachen, Regie: Hans-Ulrich Becker; Komposition für zwei KeyboardspielerInnen und Gesang; Einladung zum NRW-Theaterfestival

### Auftragskompositionen Kammermusik und Chor
- 2021: Dirigat der Stille, durch die GEDOK-Köln UA 19. September 2021, Frauenmuseum Bonn; verlegt im Verlag Neue Musik
- 2020. THE BLUHS PLANET, Auftragskomposition des Neue Musik Ensemble Aachen UA: 5. Oktober 2020, Klangbrücke Aachen; verlegt im Verlag Neue Musik
- 2016: Wir nennen es Ludwig, Chorkonzepte für die Rauminstallation von Minerva Cuevas; Museum Ludwig, Köln, umgesetzt mit dem Mitarbeiterchor des Museums und dem Stimmensemble Aachen
- 2009: Java Toccata, Art Ensemble NRW; UA Mönchengladbach für Violine, Cello, Flöten, Klarinetten, Electronics
- 2008: Tradition 0911 Neue Musik Ensemble Aachen; UA der Komposition für Frauenstimme, Bratsche, Cello, Flöten, Klarinette, Klavier, Harfe in Köln

### Performances & Multimedia-Projekte
- 2014: Blume und Baum, Musik für die Tanzkompanie Irene.K.[13]; Eupen
- 2011: Xtra Large, Musik für die Tanzkompanie Irene. K.; Eupen
- 2001: Fragmente – Innere Welten (UA: Lange Nacht der Museen Aachen; Geräuschsonate I); Gesänge zum Steinerweichen oder: Der Berg ruft für Stimme und Steigeisen
- 2000: Fragmente der Erinnerung, Komposition für Sopranstimme, Streichquartett, Klavier, Live-Elektronik, Videoklavier (Reinhold Knieps, Videospuren) und Fotoinstallation (Ullrich Tillmann)
- 1999: April, Juli & Oktober, UA der Monate aus Jahresring, Ludwigforum für Internationale Kunst:
- 1996: ÜBER LEBEN, Gustav-Lübcke Museum Hamm, Interaktive Installation von Marlies Poss mit Elfriede Jelinek (Texte); Tonbandcollagen und Live-Performance
- 1994: Ombres et Fragments Musik zur Choreografie für die Tanzkompanie Irene K., Belgien
- 1993: aus druck; interdisziplinäre Literaturveranstaltung, Ludwigforum für internationale Kunst
- 1992: Poem Interactiv; Transformation MD von Lieutenant Caramel, Lyon; Bonner Entwicklungswerkstatt für Computermedien, interaktive Raumkomposition für 4 TänzerInnen nach einem Gedicht von Alma Larsen: Bunt
- 1991: Klanggarten, Interaktive Raumkomposition in Zusammenarbeit mit Norbert Stein; Bonner Entwicklungswerkstatt für Computermedien, Tanzfabrik München: KunstRaum – KlangRaum – KörperRaum – interdisziplinäres Projekt mit Samuel Rachl (Raum), Angela Dauber (Tanz), Viola Kramer: (Musik); Fernsehmitschnitt
- 1987/88 nahtlos nah nahtlos nah – mit Angela Dauber und Samuel Rachl

### Film-Musik
- 2006: differing-paths.com, Experimentalfilm, Initiator: Gerriet Sharma KHM Köln, Regie: Melissa Perales, Berlin
- 2002: Innere Welten von Reinhold Knieps
- 1995: Imagine-Film der FH Jülich, Realisation: FH Aachen Kunst & Design
- 1986: „ADA, Gräfin Lovelace“; Bavaria-Studios, München, Produzent: Christian Mertens

## Tonträger (Auswahl)
- 1994: Ornament & Crime Arkhestra, Auftragskomposition des ITIM-Festivals und des WDR, Livemitschnitt; mit: Lukas Simonis, Gitarre; Harald Ingenhag, Schlagzeug; Alain Neffe, Sopransaxophon; V. Kramer, Keyboards; Han Buhrs, Nadine Bal, Dirk Schulte, V. Kramer, Gesang; CD amf-music
- 1992: People in Sorrow, Kompositionen für Synthesizer/Sampler und Gesang, CD amf-music
- 1992: Viola Kramer – Secret Service Project, Kompositionen für Oboe, Harfe, Concertina, Gesang und Synthesizer/Sampler, CD amf-music
- 1991: Bunt, nach einem Gedicht von Alma Larsen 14 Vertonungen dieses Gedichtes von unterschiedlichen KomponistInnen und Bandprojekten; Konzept und Idee: V. Kramer (Produzent), CD amf-music
- 1991: X-cerpts, mit Double-X-Project Kompositionen für Saxophon, Klarinette, Gesang und Synthesizer/Sampler, CD amf-music
- 1988: Fallobst, mit Double-X-Project Kompositionen für Saxophon, Klarinette, Gesang und Synthesizer/Sampler, CD amf-music
- 1985: This is the day..., mit Double-X-Project Kompositionen für Saxophon, Klarinette, Gesang und Synthesizer/Sampler, CD amf-music

## Projekte unter Mitwirkung Kramers (Auswahl)
- 2006: NRW-Projekt des Deutschen Komponistenverbandes mit der Keyboards & Musicproduction der Hochschule für Musik in der Westfälischen Wilhelms-Universität: 2 Kompositionen wurden bearbeitet
- 2004: vibrasjohn, Komposition mit Fotografien von Michael Dohle, Buch/CD Kunsthaus Ahrenshoop[14] Jahresgabe
- 2002: GE RAUSCH Compilation CD der FH Aachen für Design
- 2000: House of Hands, Anna Homler, CD nd records USA
- 1995: Unter die Haut Ökumenischer Kreuzweg der Jugend 1995, CD
- 1993: The secret act of painting, Norbert-Stein PATA Orchestra, Jazzhausmusik, CD
- 1993: Poetic Silhouettes, Compilation with Various Artists, Duo Amy Denio, CD amf-music
- 1992: ritual life, Jazzhausmusik Norbert-Stein PATA Orchestra, CD
- 1992: Trans Lucency, Gitta Schäfer, CD amf-music
- 1991: The White Horse, Lieutenant Caramel, Collective & Cie, Frankreich, CD

## Texte
- 1990: Musik und Computer Rundbrief der Gesellschaft für Informatik (Mai)
- 1989: Im Netz der Systeme, Kunstforum International, Augustausgabe

## Noteneditionen
Verlag Neue Musik
- Rasender Stillstand für 2 Blockflöten-Spielende
- Dirigat der Stille für stummes Vokalensembleim
- Femina für Streichquartett
- T+U+L+P+E+N für 3-6 Stimmen und Videobegleitung

Carus-Verlag
- Mutter Erde (Circle-Song) für Chor

amf-music Reinhold Knieps Verlag
- Alemania-Bolivia - eine Geschichte vom Teilen; Ein Singspiel über eine wahre Geschichte vom Teilen; für Kinder; Hörspiel (auf myspace) und Aufführungsmaterial für Kinderensembles, Text: Heinz Bielefeld
- Naval Trilogie im meta-katalog.eu